# 埃什 (上比利牛斯省)
埃什（法語：Hèches，法語發音：[ɛʃ]）是法国上比利牛斯省的一个市镇，属于巴涅尔德比戈尔区。

## 地理
埃什（43°0'59"N, 0°22'20"E）面积35.44 平方千米，位于法国奧克西塔尼大區上比利牛斯省，该省份为法国西南部内陆省份，北至热尔省，西接大西洋比利牛斯省，南与西班牙接壤，东临上加龙省。
与埃什接壤的市镇（或旧市镇、城区）包括：拉巴斯蒂德、巴聚内斯特、比兹、埃斯帕罗斯、加扎沃、洛尔泰、马祖欧、尼斯托斯、萨朗科兰。

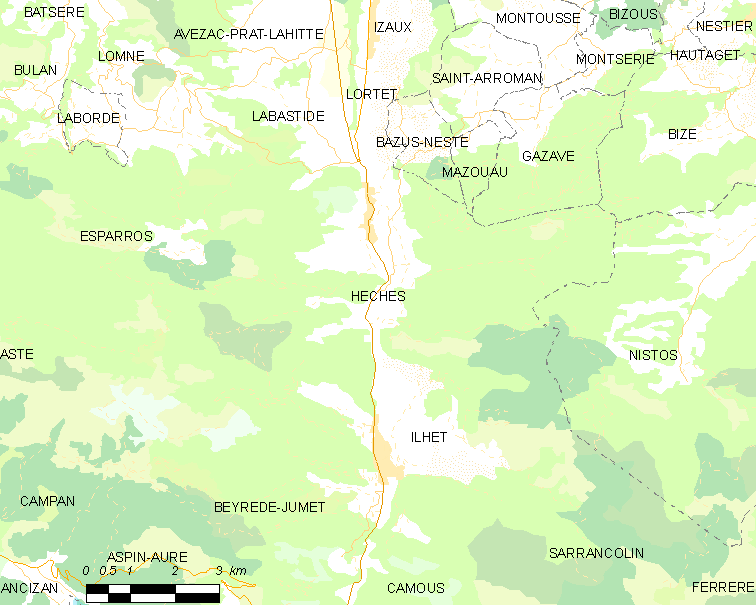
的OSM定位图

埃什的时区为UTC+01:00、UTC+02:00（夏令时）。

## 行政
埃什的邮政编码为65250，INSEE市镇编码为65218。

## 政治
埃什所属的省级选区为内斯特-欧尔-卢龙县。

## 人口

1962-2008年间人口变化图示

埃什于2022年1月1日时的人口数量为589人。